# Harrisburg, Illinois
Harrisburg là một thành phố thuộc quận Saline, tiểu bang Illinois, Hoa Kỳ. Năm 2010, dân số của thành phố này là 9017 người.

## Dân số
Dân số qua các năm:
- Năm 2000: 9860 người.
- Năm 2010: 9017 người.